# IBM Personal Computer/AT
Advance techonology (abreviado AT, em português, "Tecnologia Avançada") é um termo usado conjuntamente com o nome de um computador pessoal, como em IBM Personal Computer/AT (IBM 5170, conhecido como IBM-AT ou PC-AT). Os computadores do tipo AT surgiram com o microprocessador Intel 80286 e a criação de um barramento de dados de 16 bits, que aumentou em muito o desempenho dos microcomputadores em relação aos do tipo XT (que usavam o microprocessador Intel 8088 e um barramento de 8 bits). 
O IBM-AT foi o computador de segunda geração da IBM, construído com o microprocessador 80286 da Intel a funcionar a 6 MHz(8 Mhz em versões posteriores) e foi posto à venda em 1984 e descontiuado em 1987 por causa do lançamento dos computadores IBM PS/2.